# Орловское общество любителей изящных искусств
Орловское общество любителей изящных искусств — художественное объединение Орла, открытое в 1894 году.
Целью общества было заявлено: «Служить сближению местных деятелей в области изящных искусств и лиц, им сочувствующих, и содействовать развитию художественного (живопись и пластика), музыкального и литературно-драматического образования среди своих членов, а также оказывать возможную помощь лицам, посвятившим себя этой деятельности».
Первым председателем был избран С. А. Бобровский. В год открытия общество насчитывало 60 действительных членов и их число быстро увеличилось до 400 человек. В числе почётных членов значились: А. Н. Бенуа, С. А. Виноградов, Г. К. Лукомский, В. В. Переплётчиков и В. Ф. Гильберт.
Уже вскоре после своего создания общество стало устраивать выставки, но к началу 1900-х годов его деятельность ограничилась в основном, литературно-музыкальными семейными вечерами. В мае 1903 года обществом был открыт сад «Дворянское гнездо».
Новый подъём в деятельности общества начался после того, как весной 1911 года в него в качестве самостоятельного отдела влился Орловский художественный кружок. В том же году председателем общества был избран граф  Георгий Павлович Беннигсен. Тогда же при обществе организовались бесплатные классы рисования и черчения; имелись отделы прикладного искусства, фотографии и школьного рисования. В 1910—1914 годах проводились ежегодные весенние выставки.
В 1918 году многие члены общества вошли в объединение «Первоцвет» и участвовали в организации Орловского художественного училища.